# جامعة دونباس التربوية الحكومية
جامعة دونباس التربوية الحكومية مؤسسة تعليم عالي أوكرانية، (بالأوكرانية: Донецький національний технічний університет) هي جامعة تقع في دنيبروبتروفسك أوبلاست، أوكرانيا. أُسِّسَت هذه الجامعة في سنة 1939.